# Stephen Pichon
Stephen Pichon egyéb változatban Stéphen Pichon (Arnay-le-Duc, 1857. augusztus 10. – Vers-en-Montagne, 1933. szeptember 18.) francia publicista, radikális baloldali politikus és három alkalommal Franciaország külügyminisztere volt.
Fiatalon politizálni kezdett és számos írást jelentetett meg a köztársaságpárti sajtóban. 1885-ben indult a választásokon és megválasztása után a francia politikai élet aktív tagja lett. Nézeteit tekintve a köztársaságpárti radikális baloldali politika és a szociális reformok híve volt. Emellett fellépett a boulangizmus elleni kampányban és támogatta az egyházi és az állami hatalom szétválasztását. A politikai életből kikerülve 1894-től 1906-ig folytatólagosan Franciaország teljhatalmú megbízottjaként tevékenykedett külföldön. 1906-ban Georges Clemenceau felkérésére – akihez baráti kötelékek fűzték – elvállalta a külügyminiszteri tisztséget, amelyet 1911-ig látott el. 1911-től 1913-ig külügyi költségvetési előadóként tevékenykedett. 1913-ban rövid ideig a Barthou-kormány külügyminisztere lett. 1917-ben ismét Clemenceau alakíthatott kormányt és újra felkérték a külügyminiszteri tisztség ellátására, így ő töltötte be ezt a pozíciót az első világháború antant általi megnyerésekor. Tevékenysége magyar szempontból negatívnak mondható, mivel külügyminiszterként azt a politikát támogatta, amely az Osztrák–Magyar Monarchia felosztására és a létrehozandó kisebb baráti államok mindennemű támogatására törekedett. Ilyen volt például a népek önrendelkezési elvének figyelmen kívül hagyása az etnikailag magyar Csallóköz esetében, amelyet erőteljesen támogatott. 1920-ban megbízatása lejárt és fokozatosan visszavonult a politikai szerepvállalástól.

## Élete

### Korai pályafutása
Stéphen Pichon 1857. augusztus 10-én született Arnay-le-Duc-ben. Tanulmányait Besançonban folytatta és ennek során jó eredményeket ért el. Politikai érzelmeit már ekkor jól mutatta, hogy az általa elnyert filozófiai díj Aumale hercegétől való átvételét elutasította. Párizsba érkezve aktívan politizálni kezdett, előbb a diákok körében, majd a köztársaságpárti sajtóban. Írásai megjelentek a Commune Affranchie-ban, majd a Sigismond Lacroix által alapított Révolution Française-ben. 1880-ban Georges Clemenceau-val megalapította a La Justice-t, ahol megjelentette parlamenti beszámolóit és háttércikkeit. 
1883 augusztusában megválasztották önkormányzati tanácsosnak Párizs Salpêtrière kerületében, ahol a testület közösségi autonómiát képviselő csoportjához tartozott. Gyakran folytatott vitákat a Fővárosi Közgyűlésben és számos interpellációt nyújtott be. Ezek egyike a rendőrfőnök és a rendőrség elleni bizalmatlansági szavazással végződött, egy a Père-Lachaise temetőben tartandó szocialista tüntetést illetően. Emellett továbbra is cikkeket jelentetett meg a La Justice-ben és az 1885. október 4-i választások alkalmával a radikális köztársasági párt egyik főbb jelöltje lett Szajna Megyében.
A választások első fordulója nem hozott döntést és végül október 18-án, a második körben (281 103 szavazattal) választották meg. Pichon a szélsőbaloldalon foglalt helyet és mindig azzal a csoporttal szavazott, amely Georges Clemenceau irányvonalát követte. 1886-ban, egyik első felszólalásában támogatta az egyház és az állam szétválasztását a vonatkozó vitában. 1887 januárjában kérelmezte a kultuszköltségvetés megszüntetését és június 27-én támogatta Jean Labordère javaslatát a szenátus általános választás általi kinevezéséről. Októberben átvette Daynaud megkezdett javaslatát a 4%-os járadék átalakítását illetően. 1888 februárjában bejelentette a belügyi költségvetést. Ez alkalommal kérte a titkos alapok 2 millióról 800 ezer frankra való csökkentését, majd kiállt Charles Floquet mellett. 
Energikusan vett részt a boulangizmus elleni kampányban és javaslatot nyújtott be a több pozícióra való jelölés ellen az 1889-es választásokat illetően. 1889. február 11-én felszólalt a kerületi szavazás visszaállítása mellett, illetve az alkotmány megváltoztatásának határozatlan időre való elnapolása ellen. Emellett támogatta a Hazafias Liga (Ligue des patriotes) három képviselője, valamint a Georges Boulanger ellen kezdeményezendő büntetőeljárást és a sajtószabadság korlátozását.
1889. szeptember 2-án a szajnai választókerületben indult a választásokon. Ellenfele a revizionista-boulangista Michelin volt, akit csak a második fordulóban tudott legyőzni 2663 szavazat megszerzésével. Az eredmény ekkor is rendkívül szoros volt, mivel ellenfele 2512 szavazatot kapott. Még ebben az évben kinevezték képviselőházi titkárnak és a költségvetési bizottság tagjának, amelynek nevében ő terjesztette elő a külügyi költségvetést. Antiklerikalizmusa hamarosan megmutatkozott a tetteiben is. 1890-ben módosítást nyújtott be a Vatikán követségének előirányzott összegek csökkentéséről. Ezt egy törvénytervezet követte, amelynek célja az egyház és az állam szétválasztása volt. 1892. március 22-én interpellációt nyújtott be a Saint-Merri templomban történt rendellenességeket illetően. Még ebben az évben beszédet mondott a vallási gyülekezetek ellen. Az 1893-as választásokon ismét Michelin volt az ellenfele, aki ekkor mind az első, mind a második fordulóban diadalmaskodott felette. Pichont először 2114, majd 2175 fő támogatta Michelin 2471 és 2637 szavazatával szemben. Ezt követően diplomáciai szolgálatba lépett és 1894-től folytatólagosan Franciaország teljhatalmú megbízottjaként tevékenykedett.
Előbb Haiti szigetén (Port-au-Prince városában), majd egy különleges kiküldetés keretében Santo Domingo-ban, ahol közreműködött a Dominikai Köztársasággal való diplomáciai kapcsolatok rendezésében. 1895-ben Rio de Janeiro-ban látott el szolgálatot. Tárgyalásokat folytatott, majd aláírta a Francia Guyana határait érintő egyezményt 1897-ben. Ugyanebben az évben rendkívüli követként és teljhatalmú megbízottként Pekingbe távozott. 1900-ban, Peking ostromakor is itt tartózkodott, a bokszerlázadás idején. Miután a Kína-ellenes szövetség kiszabadította, francia teljhatalmú megbízottként részt vett a Kínával folytatott tárgyalásokban. Ezt követően Tuniszba helyezték át. 1906-ban visszatért a politikai életbe. 1906. január 7-én – Jura megyei tanácsosként – már az első fordulóban szenátornak választották. Ekkor 642 szavazatot szerzett a lehetséges 845-ből. A szenátusban a radikális-szocialista és a demokratikus baloldali szenátorok között foglalt helyet.

### Érett politikusként
1906 októberében Clemenceau – miután nem tudta elérni sem az egészségügyi problémákkal küzdő Léon Bourgeois, sem a korábbi pénzügyminiszter Raymond Poincaré együttműködését – barátjához Pichonhoz fordult, akit kinevezett a külügyminiszteri tisztség ellátására. Poincaré 1907-es évre előirányzott költségvetési tervezetét a válság meghiúsította. Pichont október 25-én nevezték ki és első megbízatása 1909. július 20-ig tartott. Július 24-én, a megalakuló Briand-kormányban újra kinevezték és ezúttal 1911. február 27-ig látta el a külügyminiszteri tisztséget. Ezen időszakban számos beszédet mondott a képviselőházban és a szenátusban. Minden egyes alkalommal szemben találta magát Jean Jaurès-szel, aki a francia gyarmati politika eltökélt ellenfele volt. Pichon ilyenkor nem mulasztotta el tézise kifejtését, amely szerint Marokkóban minden francia cselekvés az „Algeciras-i egyezmény rendelkezéseihez való eltökélt ragaszkodás” eredménye. 1909. március 29-én védelmére kelt annak a törvénytervezetnek is, amely a Dzsibuti és az Addisz-Abeba közötti gyarmati vasútról szólt. Támadója ismét Jaurès volt. Pichonnak jutott az a feladat is, hogy védje a 300 ezer frankos orosz kölcsön hasznosságát a kibocsátás előestéjén. Kritikusának, Gustave Rouanet-nek azt felelte, hogy „a kormány nem ellenzi ezt a kibocsátást, amelynek az alaptőkéje a két ország nemzeti érdekének megfelelően lesz felhasználva”.
Számos esemény történt Marokkóban, amely magyarázkodásra kényszerítette. 1907. március 26-án felszólalt Émile Mauchamp francia doktor meggyilkolását illetően. 1907. július 5-én a francia-angol-spanyol megállapodásról, amely a Földközi-tenger térségében fennálló erőviszonyok fenntartásáról szólt, valamint az ezt követő német tiltakozásról. 1907. november 12-én és 13-án pedig Casablanca megszállásáról. Ő volt az is, aki a kormány észrevételeit tolmácsolta Bosznia-Hercegovina 1908. október 7-én bekövetkezett osztrák–magyar megszállását követően a parlamentben. 1910-ben behatóan foglalkozott a Parlament előtt a francia-angol kapcsolatokkal a Közép-Afrikát érintő ügyeket illetően. Emellett hevesen védte a kormány által folytatott politikát és különösen annak szociális orientációját.
1909. július 8-án erről a következőket nyilatkozta:
 Szükséges megvalósítani a szociális reformokat, ezért fenn kell tartani a köztársaságot és a republikánusok hatalmát. (Stéphen Pichon a reformokról és a köztársaságról)
1911. február 27-én két évre megszakadt a külügyminiszteri karrierje és ezt követően a szenátusban tevékenykedett. Emellett megbízták a külügyi költségvetési előadói tisztség ellátásával is, így a jövőben is befolyása volt a külügyekre. Hatása érvényesült a Német Birodalommal és Belgiummal való (Kongót érintő) megegyezésben, a protektorátusok helyzetét érintő megbeszéléseken, illetve a Marokkónak juttatandó további hiteleket illetően. 1913. március 22–én kinevezték a Barthou-kormány külügyminiszterének és megbízatása ezen év december 2-ig tartott. Az első világháború alatt ritkábban szólalt fel a szenátusban. 1917. április 16-án a megyei önkormányzat elnökévé választották Jura Megyében. 1917. november 17-én, az első világháború egyik legnehezebb szakaszában, ismét Clemenceau alakíthatott kormányt, aki újra felkérte Pichont a külügyminiszteri tisztség ellátására. Beiktatása után feladatát nehezítette, hogy 1917. december 22-én az oroszok – röviddel a bolsevik hatalomátvételt követően – béketárgyalásokat kezdeményeztek a központi hatalmakkal. Emiatt a képviselőházban ellentétbe került Marius Moutet-val, aki korábban az orosz felet próbálta meggyőzni a háború folytatásáról, majd a békekötést támogatta. 1918. január 11-én, egy a háborús diplomáciai helyzetet érintő szocialista interpellációt követően kijelentette „a maximalista orosz kormány darázsfészkébe való belevetődés energikus visszautasítását”.
1918. október 22-én – az antant sikerei következtében – bejelentette a szenátusban a korábban megszállt területek felszabadulását. Az első világháború végül a szövetségesek győzelmével végződött és ennek alkalmából Pichon számos hazafias beszédet mondott. 1918. november 7-én hódolatát fejezte ki a győztes szövetségesek előtt, majd november 11-én párbeszédet folytatott a compiègne-i fegyverszünet feltételeiről. November 22-én hódolatát fejezte ki Belgium előtt, majd üdvözölte Elzász-Lotharingiát, amelyet december 17-én falragaszokkal hirdettek ki. 1918. december 29-én és 30-án, egy kétnapos vita során részletesen felelevenítette a szövetséges külpolitika ebben az időszakban fennálló problémáit. 1920. január 18-án lejárt Clemenceau miniszterelnöki megbízatása. Ettől kezdve Pichon ritkábban vett részt a vitákban és politikai szerepvállalása fokozatosan csökkent. 1933. szeptember 18-án hunyt el Vers-en-Montagne-ban, 76 éves korában. A politikában betöltött szerepe mellett a Francia Köztársaság Becsületrendjének parancsnoka, valamint számos külföldi kitüntetés tulajdonosa volt.

## Szerepe a trianoni békeszerződésben
A kontinentális orosz szövetséges elvesztése, valamint Clemenceau és Pichon hatalomra kerülése végül negatív irányban befolyásolta az addig bizonytalan francia felet az Osztrák–Magyar Monarchia esetleges jövőjének szempontjából. Mind Clemenceau, mind Pichon a Monarchia felosztásának híve volt. Ennek főként az volt az oka, hogy a létrehozandó államokban lehetséges szövetségest láttak egy esetleges német terjeszkedés ellenében. Ennek keretében hamarosan szóba került egy „megnövelt Románia”, illetve a további létrehozandó államok tervezete is. Három héttel később Pichon jóváhagyta a csehszlovák hadsereg felállításáról szóló rendeletet, amelyet a korábbi kormányok addig elutasítottak. 1918 végén, az őszirózsás forradalom következtében az antantbarát Károlyi Mihály került hatalomra. Ennek ellenére kormányát az antant hatalmai nem ismerték el. Pichon a brit külügyminisztérium cinikus álláspontjánál is keményebb hangnemet ütött meg és november 29-én a következőket nyilatkozta:
 A magyar államférfiak taktikája abból áll, hogy úgy tesznek, mintha minden érdekközösséget megtagadnának az előző kormányzattal, és minden ürügyet fölhasználnak arra, hogy úgy állítsák be magukat, mint akik a szövetségesek jóindulatát élvezik. […] Gróf Károlyi részéről némi arcátlanságra vall, hogy ily módon igyekszik a demokratikusnál is demokratikusabb lepel mögé rejteni a magyar kormány valódi törekvését, amely kizárólag a nem magyar nemzetiségek szolgasorsba vetettségének fönntartására irányul. […] Franchet d’Esperey tábornoknak meghagytuk, hogy […] a magyar álkormányt valójában mint egyszerű helyi hatóságot kezelje, és csak olyan mértékben tartson fönn vele kapcsolatot, amilyen mértékben azt a katonai helyzet szükségessé teszi. (Stephen Pichon Károlyi Mihályról és a magyar politikusokról)
A csehszlovák albizottság 1919. február 27-én kezdte meg a működését. Az Edvard Beneš által benyújtott igényekkel szemben a brit, az amerikai és az olasz fél is eredetileg Magyarországnál kívánta hagyni az etnikai szempontból túlnyomórészt magyar Csallóközt. Pichon azonban a békeelőkészítő anyagokban őszintén elismerte, hogy a francia kormány célja a cseh követelések mindennemű kielégítése volt. A Tanácsköztársaság uralma alatt Kun Béla a csehszlovák, a román és a jugoszláv felé jelezte, hogy politikája nem áll a területi integritás alapján és kérte az ellenségeskedés, valamint a katonai intervenció beszüntetését. Wilson elnök ezt támogató álláspontja végül győzedelmeskedett, azonban Pichon az erről meghozott határozatot csak több napos késéssel továbbította Bukarestbe.
1919. április 7-én Jan Christian Smuts és Tomáš Garrigue Masaryk megbeszéléseket folytatott. Ennek eredményeként Smuts jelentette, hogy 400-500 ezer magyar a megalakuló Csehszlovákia déli részén „komoly problémát jelentene” az állambiztonság szempontjából. A Külügyminiszterek Tanácsa május 3-án kísérőlevélben kívánta elérni a csehszlovák bizottság meggyőzését a Csallóköz magyar fennhatóság alatt való hagyásáról. Robert Lansing amerikai külügyminiszter – szakértői véleményével szemben – azonban elutasította a bizottság „befolyásolását”. Ezt Pichon és Jules Laroche örömmel fogadta. A viták tovább folytatódtak és Lansing visszatért az etnikai elv hangoztatásához, eredményt azonban nem ért el. Pichon és a francia küldöttek kitartottak a magyar szempontból negatív eredményt hozó elképzelésük mellett. A későbbiekben a magyar békedelegáció fogadására Pichon irodájában került sor.